# 25819 Tripathi
25819 Tripathi è un asteroide della fascia principale. Scoperto nel 2000, presenta un'orbita caratterizzata da un semiasse maggiore pari a 3,1367416 UA e da un'eccentricità di 0,1593111, inclinata di 0,24081° rispetto all'eclittica.